# MGM Channel
MGM Channel fue un canal de televisión por suscripción latinoamericano de origen estadounidense con programación basada en series y películas.

## Historia
Family Channel fue lanzado el 21 de julio de 1997 por United Family Communications. En 1998, United Family Communications pasa a ser MGM Networks Latin America al asociarse con MGM Networks. Mediante estos cambios, Family Channel pasa a ser MGM Family en septiembre de 1998. En 1999, el canal pasó a denominarse simplemente MGM.
En 2013, MGM Latin America y Pramer se fusionaron formando la filial Chello Latin America.
En agosto de 2014, se anunció que MGM Channel se renovaría como AMC en Latinoamérica y el resto del mundo fuera de los Estados Unidos, luego de la adquisición de Chellomedia (de Liberty Global) por parte de AMC Networks International. Se esperaba que las señales de este nuevo canal sean lanzadas antes de que finalice el año 2014. El canal MGM cesó sus transmisiones el 27 de octubre de 2014 en Latinoamérica para dar paso a AMC. De igual forma, los contenidos de MGM continuaron, junto con series y películas de otros estudios y los contenidos originales de AMC.